# Kurt Schwitters
Kurt Schwitters , nemški slikar, pesnik, grafični oblikovalec oglasov in umetnik, * 20. junij 1887, Hannover, Nemčija, † 8. januar 1948, Kendal, Anglija.
Kurt Schwitters je bil nemški slikar, pesnik, grafični oblikovalec oglasov in umetnik, ki je pod geslom MERZ razvil dadaistično celostno podobo sveta, prav tako pa je bil dejaven na področju instalacije. Njegova dela se uvrščajo med umetnostne smeri dada, konstruktivizem in nadrealizem. 

## Življenje
Schwitters se je rodil kot sin poslovnežev Edvarda in Henriette Schwitters, roj. Beckemeyer v Hannovru. Starša sta bila lastnika trgovine z žensko modo, ki sta jo kasneje prodala, dobljen izkupiček pa vložila v pet najemniških hiš. Leta 1894 je začel obiskovati gimnazijo v Hannovru. 1908 je opravil maturo in za kratek čas študiral na šoli za umetno obrt (Kunstgewerbeschule) v Hannovru. Po konvencionalnih impresionističnih in ekspresionističnih začetkih poleti 1909, ko je kot učenec Karla Bantzerja nekaj časa preživel v Wilingshäuserjevi slikarski kolonij, se je Schwitters do leta 1914 udeležil tečajev Karla Bantzerja in drugih profesorjev, med drugim Emanuela Hegenbartha, ki so poučevali na Kraljevi saški akademiji za umetnost v Dresdnu. Umetniškega preobrata tega časa, ki se je izražal v italijanskem futurizmu, francoskem kubizmu, društvu Modri jezdec (Der Blaue Reiter) in prav tako v leta    1905 ustanovljeni umetniški skupini Most (Brücke), ni zaznal. 
Po končanem študiju se je leta 1915 poročil s Helmo Fischer. V času prve svetovne vojne so ga marca leta 1917 vpoklicali v vojsko, vendar so ga zaradi slabega zdravstvenega stanja (imel je namreč epilepsijo, nagnjen pa je bil tudi k depresiji) odpustili že junija istega leta.  Zaradi tega je moral do novembra 1918 delati kot tehnični risar v železarni. 9. septembra 1916 se je rodil njegov prvi sin Gerd, ki pa je le nekaj dni po rojstvu, 17. novembra, umrl. Njegov drugi sin Ernst se je rodil 16. novembra 1918. Istega leta je Schwitters spoznal Herwartha Waldena, v čigar galeriji z imenom Vihar (Der Sturm) v Berlinu, je imel svojo prvo razstavo, kjer je po skrajšani rekapitulaciji kubizma in ekspresionizma leta 1919 pokazal svojo prvo sliko MERZ. Poleg njega sta v tej galeriji razstavljala tudi Paul Klee in Johannes Molzahn. Do leta 1919 je dva semestra študiral arhitekturo v Hannovru. 
Schwitters se politično ni pretirano angažiral, čeprav je simpatiziral z leta 1918 ustanovljeno radikalno umetniško skupino, imenovano Novembrska skupina (Novembergruppe). Ker se ni nagibal k politiki, ga je berlinska skupina dadaistov, ki je bila politično usmerjena, zavrnila. Richard Huelsenbeck se je javno spoprijel s Schwittersom in ga v spisu Dada in eksistencializem (Dada und Existentialismus) imenoval za "genija v  fraku" ali kot "Kasper David Friedrich dadaistične revolucije", čeprav sta s Schwittersom sprva gojila prijateljski odnos. Pri prvem srečanju spomladi leta 1919 je bil Huelsenbeck navdušen nad Schwittersovim delom, ter mu ponudil svojo podporo, istočasno pa je Schwitters obljubil, da bo poiskal založnika za Huelsenbeckovo dada publikacijo. Huelsenbeck je Schwittersa obiskal konec leta 1919, takrat mu je Schwitters  podaril litografijo, ki jo je obdržal do konca življenja. Ozračje med prijateljema pa je kljub temu postajalo vedno bolj napeto, čeprav mu je Huelsenbeck leta 1920 v pismu napisal: " Veste da Vam stopam naproti kot prijatelj. Mislim, da to določeno nasprotje med najinimi nazori, ki sva ga opazila oba, ne bi smelo biti ovira pri ukrepanju proti skupnemu sovražniku, buržoaziji in neotesanosti". Prepir se je začel šele sredi leta 1920, najverjetneje zaradi nesoglasji v zvezi s Schwittersovim načrtovanim prispevkom o Huelsenbeckovem (nikoli izdanem) dadaatlasu Dadaco. Poleg tega se Schwitters najverjetneje ni želel priključiti berlinskemu dadaističnemu gibanju, ker je imel pogodbo s Herwarthom Waldenom. Bolj je iskal priložnost, da bi razstavil svoje Merz slike. 
Ker Schwittersovi prvi kontakti tako z berlinskim dadaizmom, kot z züriškim dadaizmom izrecno omenjajo njegove Merz slike, ni razloga, da bi verjeli razširjenemu mnenju, da je zavrnitev dadaistov Schwittersa spodbudila k ustanovitvi lastnega Merz gibanja.
V vsakem primeru Schwittersu leta 1920 niso dovolili, da bi se udeležil  prvega dada sejma v Berlinu. Kljub temu pa je sodeloval z dadaisti, kot so Hans Arp, Raoul Hausmann, Hannah Höch in Tristan Tzara, bil je pobudnik dadaističnega gibanja v Hannovru in odprl svoj lasten MERZ cikel, v katerem je med drugim obravnaval dadaistično temo z naslovom Nizozemska Dada (Holland Dada). V nasprotju z dadaisti, ki so zavračali umetnost kot takšno, je Schwitters pojmoval svojo Merz umetnost kot umetnost in zagovarjal Merz kot povsem svojstven klobuk, ki pristaja samo eni samcati glavi¬¬-njegovi. 
S pojmom Merz je Schwitters poimenoval svojo tehniko izdelave kolaža iz časopisnih izrezkov, reklam in smeti. Slike in skulpture, nastale po letu 1919 kot nasprotje destruktivnemu dadaizmu, naj bi pomenile ponovno izgradnjo, kar je Schwittersa potisnilo v smer konstruktivizma. Pojem Merz je nastal pri izdelavi kolaža iz oglasa nemške banke Kommerz und Privatbank in ga lahko povezujemo s pojmi kot so komerciala, odpravljati, šala, norka, srce in mesecem marcem, ki naj bi označeval začetek pomladi. 
Konstrukcija Merz (Der Merzbau; skulptura izdelana s tehniko kolaža, morbidne narave z dodanimi spominki), na kateri je Schwitters delal dvajset let v svoji hiši v Hannovru (večinoma v stanovanju svojih staršev) je bila kot večina njegovih del uničena pri bombnem napadu. Rekonstrukcijo si je danes možno ogledati v Sprengelovem muzeju v Hannovru.
Poleg sodelovanja s Hansom Arpom, Hannah Höch in Raoulom Hausmannom je Schwitters vzdrževal kontakte s konstruktivisti, kot na primer Nizozemcem Theom van Doesburgom in Rusom Elom Lissitzkiyjem. Občasno je izdajal časopis Merz in delal kot oblikovalec oglasov, med drugim za mesto Hannover in znanega proizvajalca pisarniškega materiala Pelikan.  
V založniški tiskarni A. Molling & Co. je Kurt Schwitters skupaj z umetnico Käthe Steinitz oblikoval podobo svojih Pravljic iz raja (Märchen vom Paradies), v kleti mogočne tiskarske zgradbe pa je zbiral izvode z napako, iz katerih je izdeloval svoje umetnine. Njegovo najbolj znano delo pa je bilo tipološko oblikovanje naselja Dammerstock v Karlsruheju. Okoli leta 1928 je postal član nemškega delavskega združenja. Največji del njegovih sredstev za preživetje so mu po smrti njegovega očeta 1931 zagotovili prihodki, ki jih je dobival od štirih najemniških hiš v Hannovru. 
1928 je Schwitters ustanovil umetniško združenje, imenovano abstraktni hannovrčani (die abstrakten hannover). 12. marca 1928 so se v njegovem stanovanju na Waldhausenstraße 5 v mestnem delu Waldhausen (Hannover) srečali še ostali ustanovitveni člani: Hans Nitzschke, Friedel Vordemberge- Gildewart, Karl Buchheister in Rudolf Jahns.  
1932 je pristopil k politični stranki SPD. 
Kot lirik in pisatelj je Kurt Schwitters prav tako zapustil obsežno delo. Ker so v njegovi mladosti nanj vplivali ekspresionisti, kot npr. August Stramm, je leto 1919 za pesnika Schwittersa  pomenilo preboj k lastnemu slogu s pesmijo Za Ano Blume (An Anna Blume). Znana je postala njegova zvočna pesem z naslovom Sonate in Urlauten ali Ursonate, ki posnema obliko sonate. Ohranjeni so tudi Schwittersovi zvočni posnetki tega besedila, s katerimi je dokazal svoje sposobnosti kot izvajalec. S fonetičnimi in tipološkimi pesmimi je Schwitters poskušal spojiti različne umetnostne zvrsti. Njegova pripovedna in dramska besedila so eksperimentalna in humoristična. Pripoved Auguste Bolte se poigrava z zoženjem in odtujevanjem meščanskih izobraževalnih diskusov, lahko pa jo razumemo kot alegorično kritiko umetnostne kritike. 
Leta 1937 je emigriral na Norveško, ker njegova umetnost ni ustrezala predstavam nemških nacionalsocialistov. Tam je že v preteklih letih preživljal svoje poletne mesece. Na Norveškem sta nastali še dve Merz konstrukciji, ena v Lysakerju (uničena 1951), druga na otoku Hjertøya pri Molde, vendar je le prvo označil za Merz konstrukcijo. Po napadu Nemcev  na Norveško 1940 je zbežal v Anglijo. Sprva so ga internirali na Douglasu (otok Man), nato je bival v Londonu. Tam je spoznal Jacka Bilbota, ki je razstavil Schwittersova dela v svoji galeriji moderne umetnosti. Od 1945 dalje je Schwitters živel v Amblesidu blizu severno angleškega jezera District. V Elterwathru je konstruiral svojo zadnjo Merz konstrukcijo; delo ki ga na žalost nikoli ni dokončal. Njegovo zdravstveno stanje že od leta 1944 ni bilo ravno najboljše, ko ga je po preboleli gripi zadela še možganska kap. 1946 je doživel fizični zlom in si pri tem poškodoval zgornji del stegnenice. 
Schwitters je umrl 8. januarja 1948 v Kendalu na grofiji Westmorland. Vzrok smrti sta bila pljučni edem in vnetje srčne mišice. Pokopan je bil v bližnjem mestu Ambleside na pokopališču St. Mary's. Po premestitvi leta 1970 se sedaj njegov in grob njegovega sina Ernsta nahaja na mestnem pokopališču Engensohde (v šestem predelu) v njegovem rojstnem kraju Hannover. To pokopališče je tudi prizorišče njegovega satiričnega dela, napisanega v izgnanstvu z naslovom Družinski grob (Das Familiengrab). Nagrobni spomenik nosi njegov slogan: "Nikoli ne moraš vedeti". Nekatera dela so po njegovi smrti predstavili na umetniških razstavah documenta 1 (1955), documenta II (1959) in documenta III (1964) v Kasslu.  

## Priznanja
V spomin na Kurta Schwittersa so po njem poimenovali dve državni visoki šoli, eno v Hannovru, drugo v Berlinu. Poleg tega je bila po njem poimenovana skupna knjižnica Visoke šole za glasbo, gledališče in medije in Visoke šole Hannover v Hannovru, knjižnica na forumu Kurt Schwitters (Kurt-Schwitters-Forum) na EXPO Plazi. Njegovo domače mesto ga je počastilo s trgom pred Sprenglovem muzejem. V Wittmundu so po njem poimenovali ulico. 

## Zapuščina
Kurt Schwitters je svojemu sinu Ernstu zapustil več kot 600 svojih del. 1963 je Schwitters pooblastil Marlboroughško galerijo v Londonu, da upravlja in prodaja njegova dela. 1995 je Ernst doživel možgansko kap, naslednje leto pa je umrl zato je upravljanje zapuščine prevzel Schwittersov nečak Bengt. Bengt se ni zanimal za umetnost in delo svojega dedka, zato je prekinil pogodbo z Marlboroughško galerijo. Leta 2000 je po dolgem pravnem prepiru galerija prejela odškodnino v višini 18 milijonov norveških kron. 
Že leta 1996 sta Bengt in njegova mati Lola norveškemu ministrstvu za kulturo predlagala, da bi se vsa dela darovala fundaciji in na ta način ohranila zbirko, katero bi drugače zaradi plačila davkov morala prodati. Norveško ministrstvo za kulturo ni pokazalo zanimanja. 2001 je bila ustanovljena fundacija Kurt in Ernst Schwitters (Kurt-und Ernst-Schwitters-Stiftung) v Hannovru, ki je prevzela približno 350 abstraktnih in 300 naturalističnih del, dokumentarni material, knjige, skice in veliko število fotografij Kurta Schwittersa. Šele 2009/10 je Henie Onstad Art Centre predstavil prvo večjo razstavo na Norveškem o življenju in delovanju Kurta Schwittersa.

## Delo
- 1919,  Merz slika 9b, Veliki avtoportret (Das große Ichbild). Muzej Ludwig, Köln
- 1919, Konstrukcija za plemenite ženske (Konstruktion für edle Frauen). Los Angeles County Museum of Art
- 1919, Ne-slika (Das Undbild). Mestna galerija Stuttgart (Staatsgalerie Stuttgart)
- 1921, Merz slika 32a (Merzbild 32a), Cerkvena slika (Das Kirschbild. Muzej moderne umetnosti (Museum of Modern Art) New York
- 1930, Maraak, Variacija I. (Maraak, Variation I.), Guggenheim zbirka (Guggenheim Collection), Dunaj
- 1930, Merz slika P (Merzbild P). Sprengel muzej v Hannovru (Sprengelmuseum in Hannover)
- 1942, , Aerated IX. (Velikost; 88×104 cm; fundacija Insel Hombroich (Stiftung Insel Hombroich) preko 130 del zbirke Schwitters Sprengel muzeja v Hannovru v njihovem času. Vodstvo projekta: Norbert Nobis. Hannover: Schlüter 1996. 1 CD-ROM + spremna beseda (M-Art-Edition. 1)

## Literarno delo
Založnik: Friedhelm Lach. 5. zbirk. DuMont, Köln 1974–1981 
1. Lirika 1974
2. Proza 1918–1930
3. Proza 1931–1948
4. Gledališke igre in scene
5. Manifesti in kritična proza

- Ana Blume in drugi (Anna Blume und andere). Literatura in grafika. Izdal: Joachim Schreck.   DuMont, Köln 1986
- Zapuščina Kurta in Ernsta Schwittesa (Der Nachlass von Kurt und Ernst Schwitters)Kurt in Ernst Schwitters fundacija (Kurt-und-Ernst-Schwitters-Stiftung), obdelava Isabel Schulz, Kurt in Ernst Schwitters fundacija(Kurt-und-Ernst-Schwitters-Stiftung), Hannover 2002
- KUWITTER. Groteske, scene, banalitete, Nautilus, Hamburg 2004ISBN

3-89401-132-7